# Rasoio a mano libera

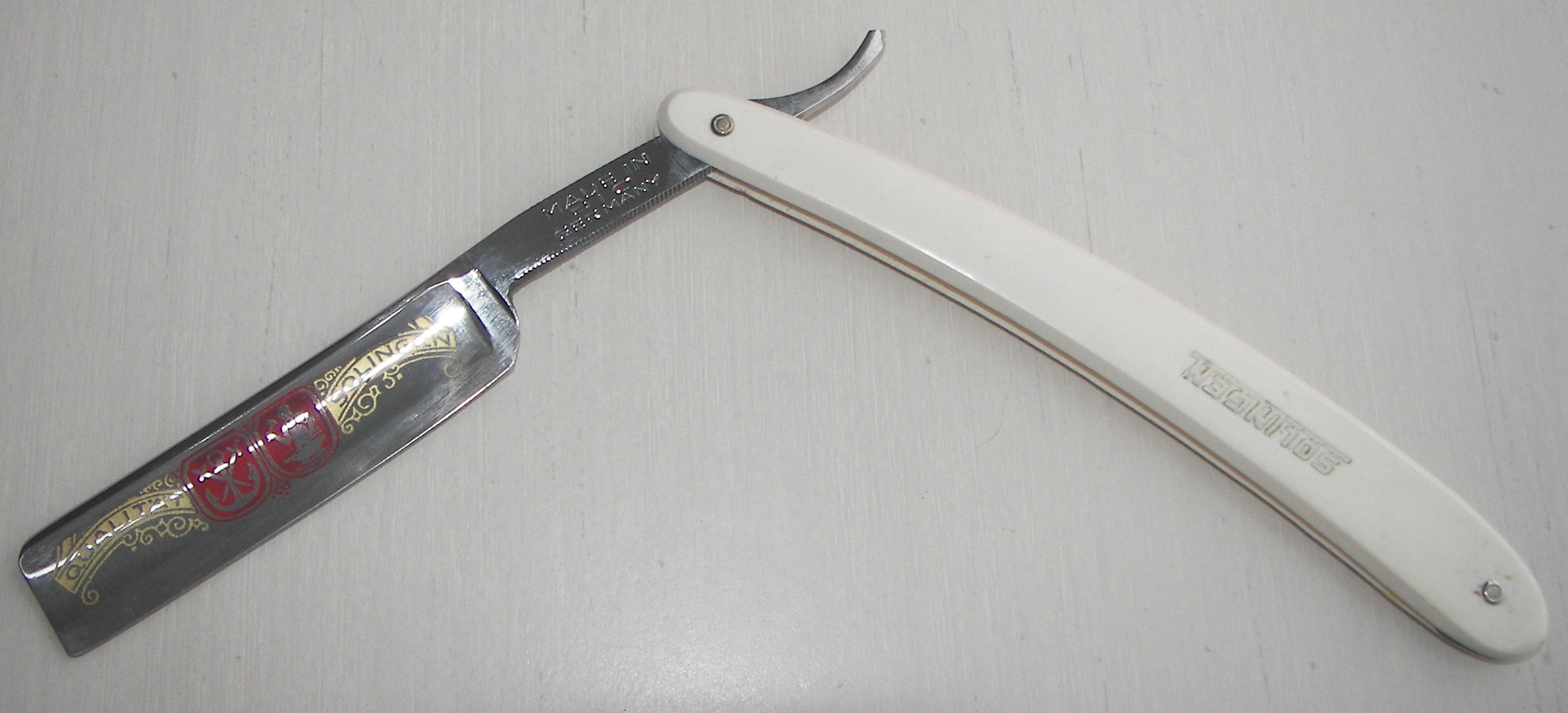
Rasoio a mano libera con punta squadrata e doppio stabilizzatore.

I rasoi a mano libera sono rasoi con una lama fissa detta anche rigenerabile in quanto pensata per essere periodicamente riaffilata.

## Caratteristiche
Spesso sono chiamati anche rasoi a serramanico in quanto i modelli più diffusi in occidente hanno la lama che si ripiega all'interno del manico. Sono noti anche come rasoi da barbiere.
I rasoi a mano libera sono stati il principale metodo di rasatura fino all'inizio del Novecento ma attualmente è più diffuso l'uso dei rasoi di sicurezza e dei rasoi elettrici.
Tuttavia questo tipo di rasoi mantiene tuttora un segmento di mercato costituito da appassionati di questo tipo di rasatura con relative comunità online di recensioni prodotti, consigli e suggerimenti su modelli, utilizzo e manutenzione. Esistono ancora produttori di rasoi a mano libera sia a livello artigianale che a livello industriale in Europa (specialmente Germania), Nord America e Asia (in particolare Giappone).
I rasoi a mano libera richiedono una maggiore attenzione durante la rasatura e un'accurata manutenzione che consiste nell'affilatura periodica su pietra da affilare e nell'utilizzo della coramella per mantenere pulito e tagliente il filo della lama.

## Storia

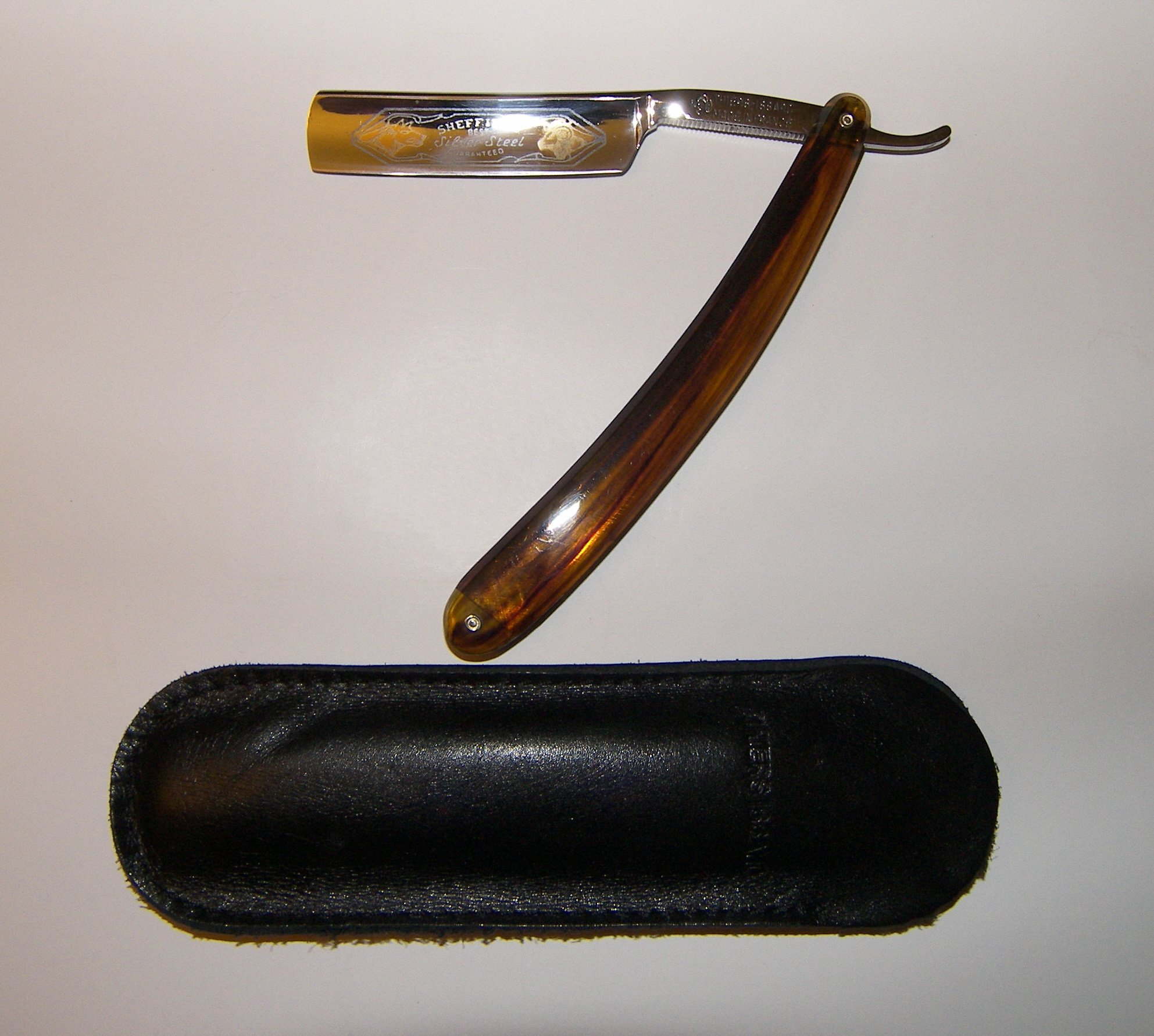
Loup et Bélier della Thiers Issard. La lama è in acciaio
Sheffield.

In Europa, i primi rasoi a mano libera di tipo moderno sono stati prodotti a Sheffield nel 1680. Già nel 1740, Benjamin Huntsman produceva rasoi del tutto simili a quelli prodotti oggi con manici decorati e lama scavata partendo da acciaio pressofuso utilizzando una procedura di sua invenzione. Il sistema inventato da Huntsman fu prontamente adottato dai produttori Francesi mentre solo più tardi dagli artigiani inglesi. Anche molti artigiani tedeschi sono stati o sono tuttora rinomati produttori di rasoi a mano libera. In particolare, nella zona di Solingen (Renania Settentrionale-Vestfalia) per cui è uso chiamare i rasoi prodotti in tale circondario come rasoi Solingen.
I rasoi a mano libera sono stati di ampio utilizzo per tutto l'800 e in molti paesi fino a metà del 900. Tuttavia furono rimpiazzati da altre tipologie di rasoi e in particolare dai rasoi di sicurezza a lametta intercambiabile inventati da King C. Gillette. Questi rasoi utilizzano lamette usa e getta che non richiedono né affilatura né l'utilizzo della coramella. Inoltre il loro costo iniziale è relativamente basso sebbene la necessità del riacquisto di lamette renda il loro uso costoso nel tempo. I rasoi a mano libera erano molto utilizzati anche dai barbieri; infatti, sebbene l'uso personale richieda una certa maestria, si prestano ad essere facilmente usati per radere un'altra persona. Tuttavia, motivazioni igieniche e leggi in materia li hanno fatti abbandonare a favore degli shavette.

## Componenti di un rasoio a mano libera

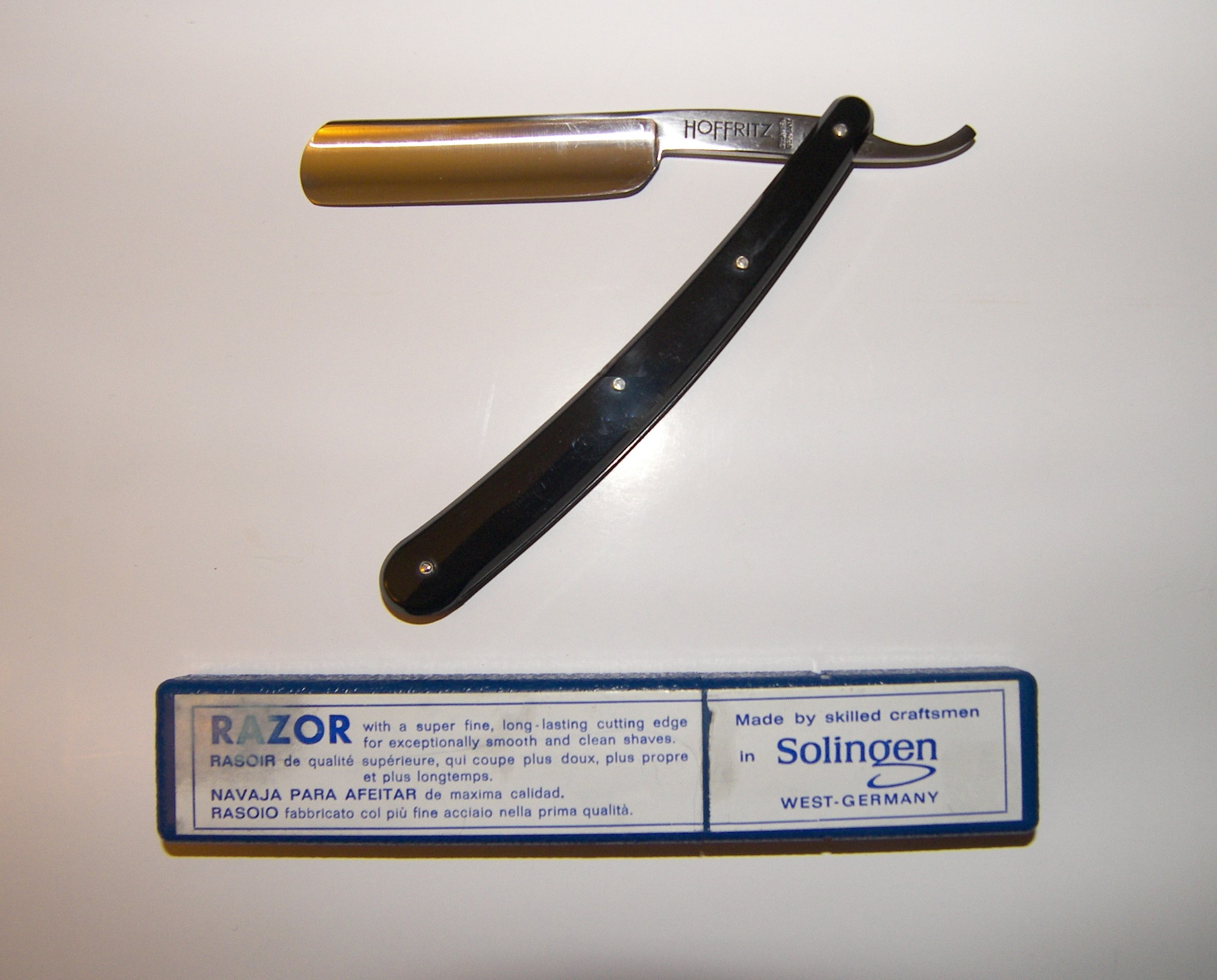
Rasoio Solingen con punta arrotondata alla francese, 1/2
hollow ground, lama di 5/8 di pollice e singolo stabilizzatore.

Le parti principali di un rasoio a mano libera a serramanico sono:
- guancette: sono le due parti principali che costituiscono il manico a protezione della lama una volta richiuso il rasoio. Nei rasoi moderni sono tipicamente di materiali plastici o di legno. In passato sono stati utilizzati anche altri materiali come avorio, celluloide, osso etc. A volte sono chiamate anche scaglie dalla trasposizione dell'inglese scales.
- perno: è il piccolo rivetto sul quale ruota la lama per renderne possibile la chiusura nel manico.
- codolo o appoggiadito: è la parte del rasoio, tipicamente sottile, che funziona sia come leva per aprire il rasoio che come appoggio per le ultime dita della mano durante la rasatura. Spesso la parte superiore è ornata o zigrinata di modo da permettere un appoggio più saldo.
- impugnatura: è la parte di rasoio prima della lama vera e propria. Tipicamente impugnata con le prime dita della mano e il pollice, è spesso ornata o zigrinata nella parte superiore o anche nella parte inferiore per rendere la presa più salda. L'impugnatura a volte presenta delle scritte incise che riportano il nome del produttore, il modello del rasoio o anche dei semplici motti.
- stabilizzatore: parte trasversale rispetto alla lama vera e propria dove questa si unisce all'impugnatura. Può essere singolo, doppio oppure anche assente e ha la funzione di ridurre la vibrazione della lama e il suo flettersi durante la rasatura.
- bisello: parte della lama assottigliata in corrispondenza del filo tagliente.
- costa: detta anche dorso è la parte della lama all'opposto del filo. Ha due funzioni principali: rendere rigida la lama durante l'utilizzo ma soprattutto permettere una corretta affilatura del rasoio. Infatti, la lama viene posta sulla pietra da affilare appoggiando sia la costa che il bisello. Lo spessore della costa determina con precisione l'angolo di bisellatura.
- punta: è la parte finale della lama. Può avere differenti fogge in cui il punto di raccordo con la lama può essere più o meno arrotondato.